# Culex asteliae
Culex asteliae is een muggensoort uit de familie van de steekmuggen (Culicidae). De wetenschappelijke naam van de soort werd voor het eerst geldig gepubliceerd in 1968 door John Nicholas Belkin.